# Niedererberg
Der Niedererberg ist ein 2196 m ü. A. hoher Berg in den Stubaier Alpen nördlich der Grenze zwischen Nord- und Südtirol.

## Lage und Landschaft
Der Niedererberg liegt dem Fradersteller im Alpenhauptkamm bzw. östlichen Hauptkamm der Stubaier Alpen nördlich vorgelagert, getrennt von diesem durch den 2093 m hohen Karsattel.
So wie die weiteren Gratgipfel der näheren Umgebung ist der Niedererberg eine eher sanfte Erhebung.
Der Gipfel lässt sich z. B. per Skitour erreichen.